# Craniella arb
Craniella arb är en svampdjursart som först beskrevs av De Laubenfels 1930.  Craniella arb ingår i släktet Craniella och familjen Tetillidae.
Artens utbredningsområde är Kalifornien. Inga underarter finns listade i Catalogue of Life.

## Bildgalleri

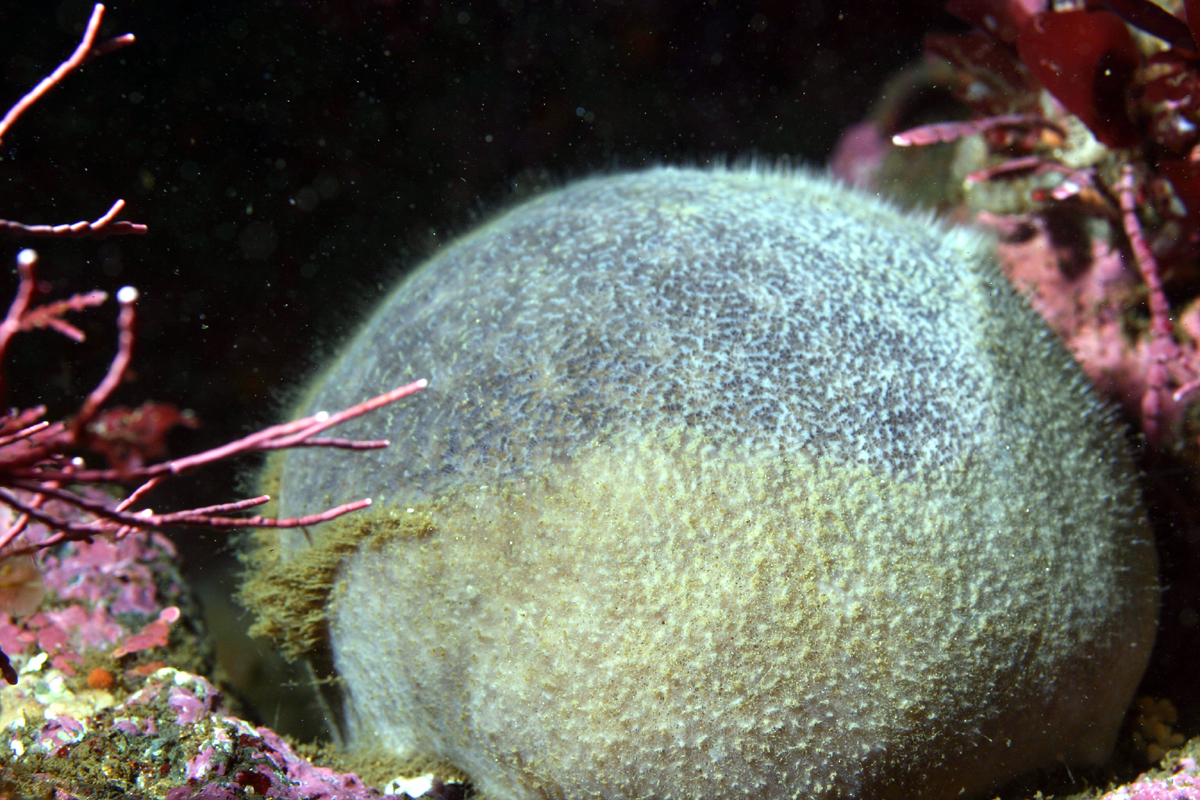